# Comitato Olimpico del Qatar
Il Comitato Olimpico del Qatar (noto anche come اللجنة الأولمبية القطرية in arabo) è un'organizzazione sportiva qatariota, nata nel 1979 a Doha, Qatar.
Rappresenta questa nazione presso il Comitato Olimpico Internazionale (CIO) dal 1980 ed ha lo scopo di curare l'organizzazione ed il potenziamento dello sport in Qatar e, in particolare, la preparazione degli atleti qatarioti, per consentire loro la partecipazione ai Giochi olimpici. L'associazione è, inoltre, membro del Consiglio Olimpico d'Asia.
L'attuale presidente del comitato è Tamim Bin Hamad Al-Thani, mentre la carica di segretario generale è occupata da Saoud Bin Abdulrahman Al-Thani.